# Ківі північний
Ківі північний (Apteryx mantelli) — вид птахів, що відноситься до роду ківі (Apteryx) родини ківієвих (Apterygidae) ряду ківіподібних (Apterygiformes).

## Загальна характеристика
Apteryx mantelli — ендемік Новій Зеландії і поширений лише на Північному острові. Досить легко адаптується до змін навколишнього середовища і трапляється навіть у нових лісових посадках і в сільській місцевості. Оперення буре.
У Червоному списку МСОП віднесений до видів, що знаходиться під загрозою зникнення (Endangered).

## Класифікація
Раніше ківі Північного острова вважався підвидом звичайного ківі (Apteryx australis mantelli), поряд з іншим, дрібнішим, підвидом, A. a. australis, поширеним на західному узбережжі Південного острова.
За результатами новітніх досліджень мітохондріальної ДНК, екології, поширення та поведінки звичайного ківі було висунуто припущення, що це не один, а три різних види. Птахам Північного і Південного островів визначено статус самостійних видів — відповідно північного (A. mantelli) і південного, чи власне звичайного (A. australis), ківі. Невелика (всього 200—250 птахів) популяція, що мешкає в лісі Окаріто на Південному острові, в 2003 була виділена в ще один вид — рові (A. rowi).

## Генетика

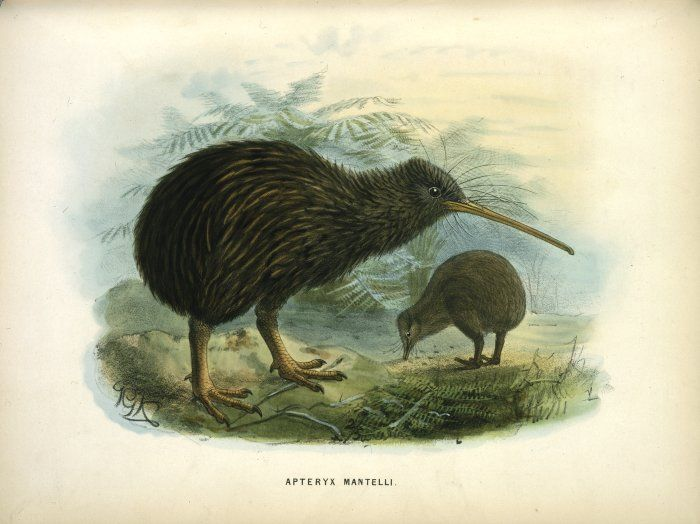
Ілюстрація з книги «A history of the birds of New Zealand», 1st edition. Published 1873.

### Молекулярна генетика
- Депоновані нуклеотидні послідовності в базі даних EntrezNucleotide, GenBank, NCBI, США : 46 (за станом на 5 лютого 2007).
- Депоновані послідовності білків в базі даних EntrezProtein, GenBank, NCBI, США: 41 (за станом на 5 лютого 2007).